# Pastorernas Manskör
Pastorernas manskör inom Svenska Missionskyrkan var verksam mellan åren 1908-2008. Kören bildades till invigningen av den nya Missionsskolan på Lidingö 1908 och lades ner i samband med körens 100-årsfirande i Göteborg 2008. Kören var en manskör sammansatt av pastorer och missionärer verksamma inom Svenska Missionskyrkan.

## Historik
Körens medlemmar var pastorer bosatta i olika delar av landet och möjligheten till regelbundna repetitioner var begränsad. Kören inriktade sig därför tidigt på sångturnéer. Vidare samlades kören alltid till Missionskyrkans årliga Generalkonferens. Kören besökte under sin verksamma tid USA, Norge, Tjeckoslovakien, Finland, Sovjetunionen, Jordanien, Egypten, Israel, Kongo, Ecuador och Kina.  Kören har under sin verksamma tid haft 5 olika namn: Svenska Missionsförbundets manskör 1908-1917,  Svenska Missionsförbundets predikantkör 1917-1960-tal, Svenska Missionsförbundets pastorskör 1960-tal-tidigt 1980-tal, Pastorernas manskör inom Svenska Missionsförbundet 1980-tal-2003, Pastorernas manskör inom Svenska Missionskyrkan 2003-2008. Axel Södersten och Gunno Södersten två dirigenter som haft stor betydelse för kören.  Repertoaren växlade med åren, men tyngdpunkten har hela tiden varit andlig musik. Kören har sitt arkiv på Riksarkivet (RA), Stockholm.

## Dirigenter
- 1908-1917 Per Persson-Koij
- 1917-1943 Axel Södersten
- 1943-1948 Natanael Olofsson
- 1948-1985 Gunno Södersten
- 1985-1991 Mats Nilsson
- 1991-2008 Lars Nilsson